# Скрейпер (Оклахома)
Скрейпер (англ. Scraper) — переписна місцевість (CDP) в США, в окрузі Черокі штату Оклахома. Населення — 202 особи (2020).

## Географія
Скрейпер розташований за координатами 35°58′9″ пн. ш. 94°53′33″ зх. д. / 35.96917° пн. ш. 94.89250° зх. д. (35.969287, -94.892609).  За даними Бюро перепису населення США в 2010 році переписна місцевість мала площу 14,24 км², з яких 13,86 км² — суходіл та 0,38 км² — водойми.

## Демографія
Згідно з переписом 2010 року, у переписній місцевості мешкала 191 особа в 96 домогосподарствах у складі 49 родин. Густота населення становила 13 особи/км².  Було 113 помешкання (8/км²).
Расовий склад населення:
| - 59,2 % — білих - 31,9 % — корінних американців - 0,5 % — азіатів |

До двох чи більше рас належало 7,9 %. Частка іспаномовних становила 2,6 % від усіх жителів.
За віковим діапазоном населення розподілялося таким чином: 12,0 % — особи молодші 18 років, 62,3 % — особи у віці 18—64 років, 25,7 % — особи у віці 65 років та старші. Медіана віку мешканця становила 54,3 року. На 100 осіб жіночої статі у переписній місцевості припадало 78,5 чоловіків;  на 100 жінок у віці від 18 років та старших — 78,7 чоловіків також старших 18 років.
Середній дохід на одне домашнє господарство  становив 33 922 долари США (медіана — 31 075), а середній дохід на одну сім'ю — 39 524 долари (медіана — 31 800). За межею бідності перебувало 8,1 % осіб, у тому числі 0,0 % дітей у віці до 18 років та 0,0 % осіб у віці 65 років та старших.
Цивільне працевлаштоване населення становило 128 осіб. Основні галузі зайнятості: публічна адміністрація — 39,1 %, мистецтво, розваги та відпочинок — 25,0 %, освіта, охорона здоров'я та соціальна допомога — 12,5 %, сільське господарство, лісництво, риболовля — 8,6 %.